# Erica Beer
Erica Beer (auch Erika; * 19. Januar 1925 in München; † 27. Dezember 2013 in Vaterstetten) war eine deutsche Schauspielerin.

## Leben und Karriere
Erika Konstanze Beer, die Tochter des Kaufmanns Josef Beer und seiner Ehefrau Katharina Konstanzia Faltermeier, erhielt Schauspielunterricht bei Beate von Molo. Sie debütierte an der Kleinen Komödie in München, spielte an Bühnen in Bonn, Darmstadt, Frankfurt, Stuttgart, Wiesbaden sowie an den Münchner Kammerspielen. Als darstellende Künstlerin war sie Mitglied der Internationalen Artisten-Loge. 1954 war sie am Schauspielhaus Zürich in Bühnenfassungen der Filme Ninotschka und Der blaue Engel zu sehen. Bis in die sechziger Jahre wirkte sie meist an Münchner Theatern.
Seit 1952 erhielt Erica Beer auch zahlreiche Filmrollen. Immer wieder war sie im deutschen Film die elegante Verführerin, die den Hauptdarsteller oder andere Männer zwischendurch in Verwirrung bringt. Ihre Hoffnung auf eine Hollywoodkarriere erfüllte sich nicht. Der Edgar-Wallace-Film Der rote Kreis zeigte sie als besorgte Mutter, deren Tochter entführt wird, und in dem TV-Sechsteiler Das Halstuch von Francis Durbridge spielte sie das Revuegirl Kim Marshall, das den Verleger Clifton Morris (Albert Lieven) erpresst, sich aber bestens mit Inspektor Harry Yates (Heinz Drache) versteht.
Erica Beers Sohn Konstantin Michael wurde 1948 geboren. 1957 heiratete sie den österreichischen Drehbuchautor Robert Thoeren, der aber am 13. Juli desselben Jahres an den Folgen eines Autounfalls starb.
Erica Beer selbst starb am 27. Dezember 2013.

## Filmografie
- 1952: Gefangene Seele
- 1953: Der letzte Walzer
- 1953: Moselfahrt aus Liebeskummer
- 1954: Die goldene Pest
- 1954: Mannequins für Rio
- 1955: 08/15 Zweiter Teil
- 1955: Ja, so ist das mit der Liebe (Ehesanatorium)
- 1956: Der Glockengießer von Tirol
- 1956: Mein Vater, der Schauspieler
- 1956: Waldwinter
- 1956: Schwarzwaldmelodie
- 1957: Flucht in die Tropennacht
- 1957: Kindermädchen für Papa gesucht
- 1957: … und führe uns nicht in Versuchung
- 1958: Meine 99 Bräute
- 1959: So angelt man keinen Mann
- 1959: Verbrechen nach Schulschluß
- 1959: Arzt aus Leidenschaft
- 1959: Arzt ohne Gewissen
- 1959: Du gehörst mir
- 1959: Abschied von den Wolken
- 1960: Mit 17 weint man nicht
- 1960: Der rote Kreis
- 1961: Im 6. Stock
- 1962: Verrat auf Befehl (The Counterfeit Traitor)
- 1962: Das Halstuch (Durbridge-Sechsteiler)
- 1965: DM-Killer
- 1970: Der Fall von nebenan (TV-Serie)
- 1971: Deep End
- 1972: König, Dame, Bube
- 1974: Zwei himmlische Dickschädel / Zwei bayerische Dickschädel
- 1974: Die Fälle des Herrn Konstantin (TV-Serie)
- 1974: Münchner Geschichten (TV-Serie)
- 1978: Unternehmen Rentnerkommune (TV-Serie)
- 1979: Die Münze (TV)
- 1983: Die Zeiten ändern sich (TV-Serie)